# 程遵濂宅院
程遵濂宅院，又名程家大院，是一创建于明崇祯年间的老字号，位于中国山西省晋中市平遥县平遥古城关帝庙街9号。9号现已改造为大宅门晋商旧居客栈，3号开设紫气温阁（慕茗店）。
旧居的主人程遵濂为清代道光年间晋商巨贾，蔚丰厚票号总经理，因捐银5880两兴办教育，授学政衔。光绪帝御笔赠匾“始令戴德”。其孙女为晋剧艺术家程玉英。
程家大院包括主院（关帝庙街1、3、5、7、9号）、花园（关帝庙街11号）、书房院(关帝庙街13号）、场院（关帝庙街4、6、8、10号），占地面积8724平方米，共有房屋39栋120余间。关帝庙街9号坐北朝南，前后二进，正房和南厅均为5间，建筑用材考究。
1994年12月28日，程遵濂宅院公布为平遥县文物保护单位。